# Corneta militar
La corneta militar, anomenada també corneta de banda de guerra, clarí de banda de guerra, cornetí o bugle, és un instrument de vent-metall, usat per donar senyals militars en unitats d'infanteria lleugera, de les que s'ha convertit en el seu símbol.

## Història
Deriva del halbmond usat per les unitats de caçadors de l'Electorat de Hannover, que al seu torn deriva de les banyes d'animals que usava alguna unitat d'infanteria ja des del segle xv.

## Característiques i mecanisme
Es diferencia d'una corneta de vàlvules en que les diverses notes musicals es produeixen sense ajuda de vàlvules o pistons. Se sol tocar en ensembles militars, de cerimònia o de marxa, acompanyats pel tambor redoblant.

## Tessitura i notes

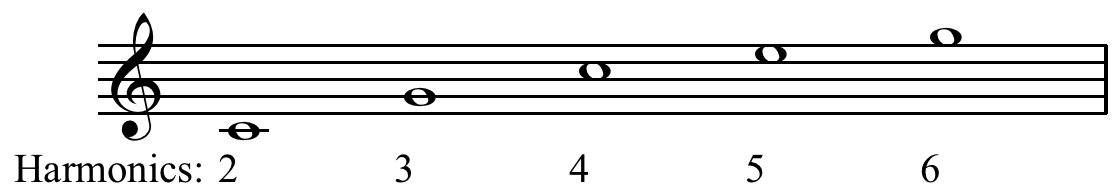
Escala de corneta

Tot el control de l'altura es fa modificant l'embocadura amb tècniques de posició i pressió dels llavis, la boca i l'estómac, i en conseqüència, la corneta es limita a les notes de la sèrie harmònica, que consten només de cinc notes conegudes com l'escala de bugle.